# دانیل فیشل
دانیل فیشل (انگلیسی: Danielle Fishel؛ زادهٔ ۵ مهٔ ۱۹۸۱) یک هنرپیشه اهل ایالات متحده آمریکا است. وی از سال ۱۹۹۲ میلادی تاکنون مشغول فعالیت بوده است.

## اوایل زندگی
فیشل در مسا، آریزونا، دختر جنیفر، یک مدیر شخصی، و ریک فیشل، رئیس سابق شرکت Masimo متولد شد.او از تبار جزئی مالتی است.او در سال ۱۹۹۹ از دبیرستان کالاباساس در کالاباساس، کالیفرنیا فارغ‌التحصیل شد.

## زندگی شخصی
در سن ۲۷ سالگی، فیشل شروع به تحصیل در دانشگاه ایالتی کالیفرنیا، فولرتون (CSUF) کرد و در سال ۲۰۱۳ فارغ‌التحصیل شد. پس از بیش از سه سال آشنایی، او در می ۲۰۱۲ با بلوسکو نامزد کرد. آنها در ۱۹ اکتبر ۲۰۱۳ در لس آنجلس ازدواج کردند. گفته می‌شود که جاناتان تیلور توماس، عضو گروه Savage و Home Improvement در مراسم عروسی او در لس آنجلس حضور داشت. در ماه مه ۲۰۱۶، گزارش شد که او در سال ۲۰۱۵ درخواست طلاق داده است. طلاق در مارس ۲۰۱۶ قطعی شد.
در ۴ ژوئیه ۲۰۱۷، در پایان قسمت شماره ۳۰۳ پادکست خود Get Up On This، جنسن کارپ اعلام کرد که با فیشل قرار دارد. در ۲۲ مارس ۲۰۱۸، فیشل و کارپ نامزد کردند. آنها در ۴ نوامبر ۲۰۱۸ ازدواج کردند. فیشل در ژانویه ۲۰۱۹ اعلام کرد که او و کارپ در ژوئیه ۲۰۱۹ در انتظار اولین فرزند خود هستند. در ۱ ژوئیه ۲۰۱۹، فیشل و کارپ اعلام کردند که فیشل در ژوئن ۲۰۱۹، تقریباً یک ماه زودتر، از طریق پست اینستاگرام پسری به دنیا آورد. در آگوست ۲۰۲۱، فیشل دومین پسر خود را به دنیا آورد. I